# Гончаров (Ивано-Франковская область)
Гончаров (укр. Гончарів) — село в Обертинской поселковой общине Ивано-Франковского района Ивано-Франковской области Украины.
Население по переписи 2001 года составляло 569 человек. Занимает площадь 9,216 км². Почтовый индекс — 78063. Телефонный код — 03479.

## История
Основан 1814 г. До 1950 называлась деревня Балагоровская

## Религия
В селе действуют православная и греко-католическая община.
Настоятель православного прихода о. Петр Кузьмин мит.прот.
Настоятель греко-католического прихода о. Василий Луцив

## Памятки
- Церковь Архистратига Михаила (1842 г.) ПЦУ и УГКЦ

## Известные люди
- Василий (Ивасюк) епископ Коломыйский УГКЦ в 2017 г. посетил село[2]